# Saoud bin Abdulrahmanstadion
Het Saoud bin Abdulrahmanstadion (Arabisch:ملعب سعود بن عبدالرحمن) is een multifunctioneel stadion in Al Wakrah, een stad in Qatar. 
In het stadion is plaats voor 12.000 toeschouwers. Het stadion wordt vooral gebruikt voor voetbalwedstrijden, de voetbalclub Al-Wakrah SC maakt gebruik van dit stadion. Op 25 maart 2025 werd de interland tussen Libanon en Brunei in dit stadion afgewerkt, een kwalificatiewedstrijd voor de Azië Cup.